# Абаев, Хасен Сеилханович
Хасен (Касен) Сеилханович Абаев (каз. Қасен Сейілханұлы Абаев; род. 14 марта 1942, Баянаул, Павлодарская область) — советский и казахский художник, живописец, график, скульптор, искусствовед. Заслуженный деятель искусств Казахстана. Один из ведущих в Казахстане мастеров изобразительного искусства.

## Биография
Родился 14 марта 1942 года в селе Баянаул Павлодарской области Казахской ССР.
Окончил Алма-Атинское художественное училище и Московский полиграфический институт.
Художественный редактор издательства «Жазушы».
Работал в системе республиканских книжных издательств, был художественным редактором издательства Жазуши.
Секретарь Алматинской организации Союза художников Казахстана (1989—1995).
Председатель правления Союза художников Казахстана (1995—1998).
Президент Международного художественного фонда, художественный руководитель компании «Агыс» с 1998 года.
Член Государственной Комиссии по памятникам и монументам, сооружаемым в Республике Казахстан. На русском известен и под именем Касен.
Член Союза художников СССР и Республики Казахстан.

## Награды и звания
- Лауреат премии Союза художников СССР за издание «Гёте и Абай».
- Заслуженный деятель искусств Казахстана (1991).
- Указом президента Республики Казахстан от 7 декабря 2013 года награждён орденом «Парасат» — за выдающиеся заслуги в области изобразительного искусства.[3]
- Указом президента Республики Казахстан от 2 декабря 2021 года награждён орденом «Барыс» 3 степени.